# Mazières-sur-Béronne
Pour les articles homonymes, voir Mazières (homonymie).
Mazières-sur-Béronne est une commune déléguée de Melle dans le centre-ouest de la France située dans le département des Deux-Sèvres en région Nouvelle-Aquitaine.

## Histoire
Le 1er janvier 2019, la commune fusionne avec Melle, Paizay-le-Tort, Saint-Léger-de-la-Martinière et Saint-Martin-lès-Melle pour former la commune nouvelle de Melle dont la création est actée par un arrêté préfectoral du 27 juin 2018.

## Héraldique
| Blason de Mazières-sur-Béronne | Blason  | La lettre A accostée de deux besants, surmontée de trois clous de la passion et d'un chrisme, les quatre pièces rangées en pal et soutenue de la lettre M plus grande. |
| Blason de Mazières-sur-Béronne | Détails | Le statut officiel du blason reste à déterminer. |

## Politique et administration
| Période   | Période   | Identité       | Étiquette | Qualité |
| --------- | --------- | -------------- | --------- | ------- |
|           | mars 2008 | Claude Nocquet |           |         |
| mars 2008 |           | Pierre Bernard |           |         |

## Démographie
À partir du XXIe siècle, les recensements réels des communes de moins de 10 000 habitants ont lieu tous les cinq ans. Pour Mazières-sur-Béronne, cela correspond à 2005, 2010, 2015, etc. Les autres dates de « recensements » (2006, 2009, etc.) sont des estimations légales.
| 1793 | 1800 | 1806 | 1821 | 1831 | 1836 | 1841 | 1846 | 1851 |
| ---- | ---- | ---- | ---- | ---- | ---- | ---- | ---- | ---- |
| 553  | 533  | 533  | 627  | 724  | 613  | 620  | 610  | 631  |

| 1856 | 1861 | 1866 | 1872 | 1876 | 1881 | 1886 | 1891 | 1896 |
| ---- | ---- | ---- | ---- | ---- | ---- | ---- | ---- | ---- |
| 611  | 585  | 566  | 552  | 573  | 603  | 613  | 564  | 597  |

| 1901 | 1906 | 1911 | 1921 | 1926 | 1931 | 1936 | 1946 | 1954 |
| ---- | ---- | ---- | ---- | ---- | ---- | ---- | ---- | ---- |
| 552  | 507  | 511  | 440  | 432  | 435  | 437  | 390  | 448  |

| 1962 | 1968 | 1975 | 1982 | 1990 | 1999 | 2005 | 2006 | 2010 |
| ---- | ---- | ---- | ---- | ---- | ---- | ---- | ---- | ---- |
| 430  | 369  | 343  | 328  | 356  | 336  | 363  | 362  | 404  |

| 2015 | 2016 | - | - | - | - | - | - | - |
| ---- | ---- | - | - | - | - | - | - | - |
| 392  | 389  | - | - | - | - | - | - | - |

## Lieux et monuments
Archiprêtré, lavoirs, moulin à eau, moulin à vent.

Les pèlerins de Saint-Jacques-de-Compostelle passent par Mazière-sur-Béronne

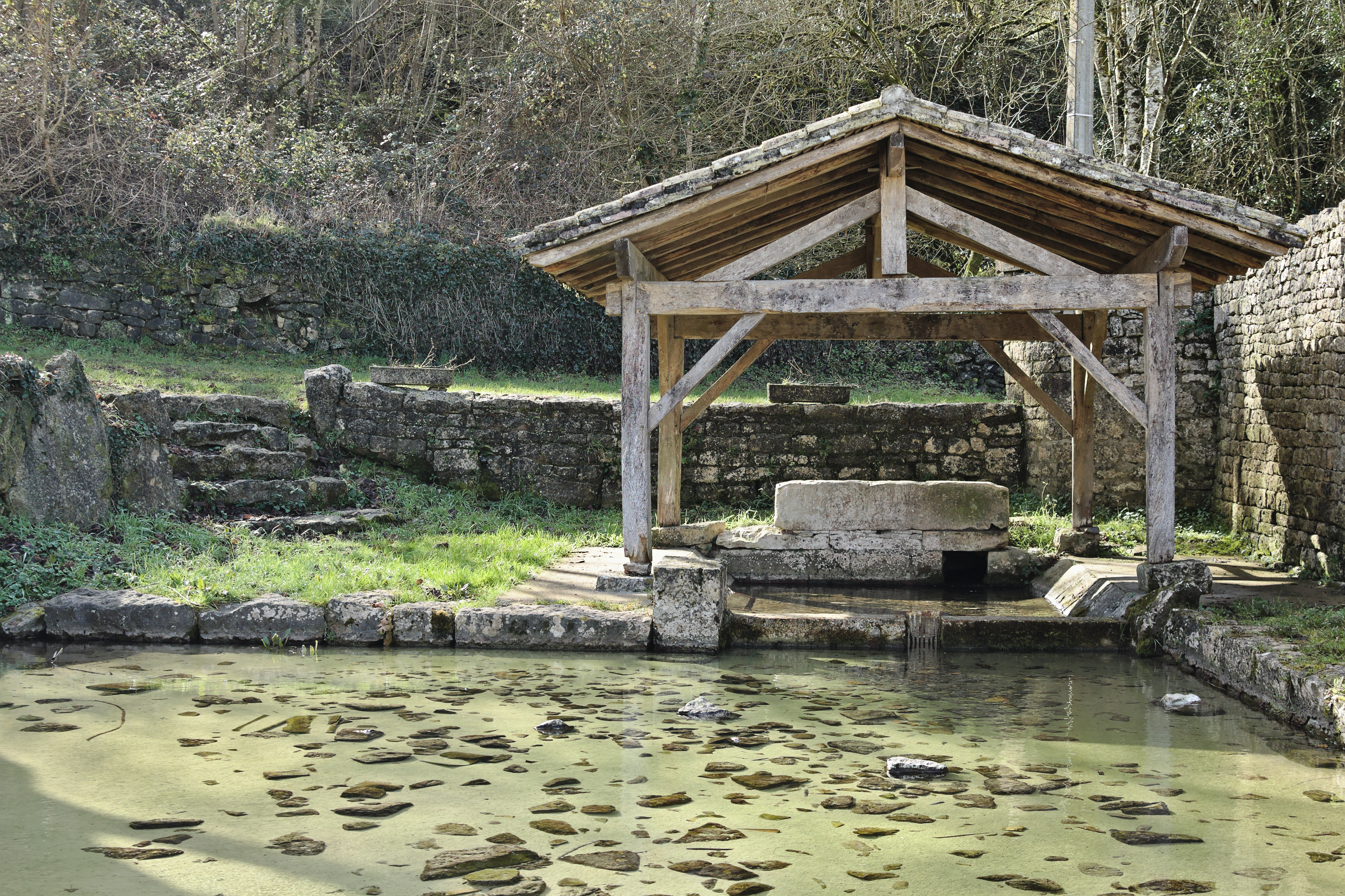
Lavoir de La Cure.
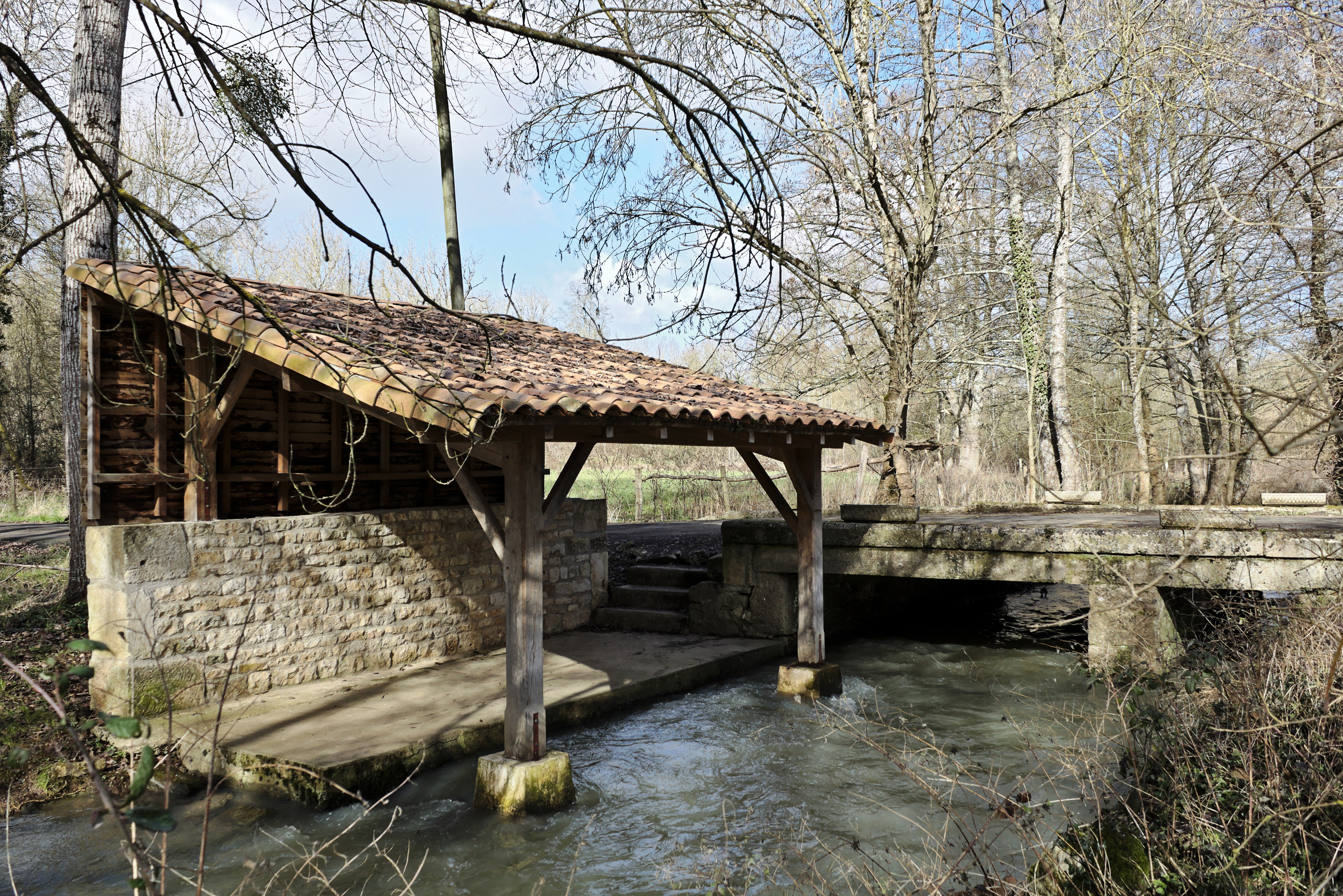
Lavoir de Turzay.